# Коритата
Вижте пояснителната страница за други значения на Коритата.
Корита пренасочва насам.  За селото в Гърция вижте Корита (дем Кавала).
Коритата или Корита̀ е село в Южна България. То се намира в община Рудозем, област Смолян.

## География
Село Коритата се намира в планински район, в южните части на Родопите. Селото се намира на 15 km от град Рудозем. Близо е до границата на България с Гърция.